# Numo Kujabi
Numo Kujabi (* 1969 in Kalimu, Foni Bondali; † 8. April 2014 in Serekunda) war ein Beamter im westafrikanischen Staat Gambia. Er war Generaldirektor des gambischen Nachrichtendienstes, der National Intelligence Agency (NIA).

## Leben
Kujabi trat 1981 in den Polizeidienst, in der Gambia Police Force ein. Er trat zwischenzeitlich wieder aus dem Polizeidienst aus und 1996 trat er wieder ein. Er hatte die Funktion des Deputy Officer Commanding Police Criminal Investigation Unit (CIU) in Banjul ab 2007, als er zum Generaldirektor des NIA, mit Wirkung zum 10. August 2009, ernannt wurde. Er ersetzt in diesem Amt Modou Lamin Badjie und blieb bis zum 13. März 2013. Danach war er wieder im Polizeidienst tätig.
2014 verstarb Kujabi plötzlich und unerwartet 44-jährig, bevor er zum Dienst zum Polizeihauptquartier in Banjul ging.

## Auszeichnungen und Ehrungen
- 2010 – Member of the Republic of The Gambia (MRG)